# Сара Сігер
Сара Сігер (Сіджер) (Sara Seager; народ. 21 липня 1971, Торонто, Канада) — американська астрофізикиня і планетологиня канадського походження. Професор Массачусетського технологічного інституту, член Національної академії наук США (2015) і Американського філософського товариства (2018).

## Біографія
Громадянка США з 2010 року. Виросла в Торонто, закінчила там Jarvis Collegiate Institute. Закінчила Торонтський університет (бакалавр математики та фізики), де навчалася в 1990—1994 роках. У 1999 році здобула докторський ступінь з астрономії в Гарвардському університеті, де навчалася з 1994 року, під керівництвом Dimitar Sasselov. У 1999 році вступила на постдокторантуру в Інститут перспективних досліджень в Прінстоні до Джона Бакала, де перебувала до 2002 року. З 2002 по 2006 рік старший науковий співробітник Інституту Карнегі. З 2007 року в Массачусетському технологічному інституті, спочатку асистент- і асоційований професор, з 2010 року професор, з 2012 року іменний (Class of 1941 Professor). Входить в консультативну раду Planetary Resources.
Фелло Американської асоціації сприяння розвитку науки (2012), почесний член Royal Astronomical Society of Canada [en] (2013).
Авторка Exoplanet Atmospheres і Exoplanets (обидві — 2010).
Одружена з Charles Darrow, має двох синів.

## Нагороди та відзнаки
- Bok Prize Гарвардського університету (2004)
- Названа в «Діамантовій десятці» з 2006 року журналу Popular Science[8]
- Премія Гелени Ворнер Американського астрономічного товариства (2007)
- Названа в числі Best 20 under 40 за версією Discover (magazine) [en] (2008)
- Увійшла в топ-10 2011 року за версією Nature
- Sackler-Preis [de] (2012)
- Time Magazine 's 25 Most Influential in Space (2012)
- Стипендія Мак-Артура (2013)[9]